# Mojzes brani Jetrove hčere
Mojzes brani Jetrove hčere je slika olje na platnu, ki jo pripisujejo italijanskemu umetniku Rossu Fiorentinu, ustvarjena ok. 1523–1524, zdaj v Uffiziju v Firencah, ki ga je pridobila leta 1632. Prikazuje svetopisemsko epizodo, ko je Mojzes branil sedem Jetrovih hčera, ki naj bi bile njegovega tasta.

## Zgodovina
Vasarijevo Življenje umetnikov navaja, da je bilo delo izdelano za Giovannija Bandinija kot »platno z nekaj zelo čednimi ignudiji v zgodbi [iz življenja] Mojzesa, ko je živel v Egiptu ... in verjamem, da je bilo naročeno v Franciji«. Delo je bilo nato poslano Francu I. Francoskemu okoli leta 1530. Do leta 1587 je bilo že v Casino di San Marco med blagom don Antonia de' Medici. Gaetano Milanesi ga je prvi povezal z referenco v Vasariju. Ni jasno, ali je bilo izvirno delo poslano v Francijo ali pa je, kot teoretizira Antonio Natali, to verna kopija.
Pravzaprav ni izključeno, da to ni izvirnik, ki je morda izgubljen: reflektografi iz leta 1995 so našli osnovno risbo, ki ni zelo dobra, poleg tega nekateri odlomki razkrivajo določen povzetek, zlasti v moških telesih, če že ne poceni izdelave (ovca) in z nerešenimi prehodi (kot je del med trato in kamnom na sredini levega roba). Dvom vzbuja tudi enaka opora na platnu, ki je slikar pred bivanjem v Franciji nikoli ni uporabil.
Datacija okoli leta 1523 je povezana z barvnimi sorodnostmi s Poroko Device Marije v baziliki San Lorenzo, čeprav sta Goldschmidt in Pevsner predlagala nekoliko kasnejšo datacijo, morda iz rimskega obdobja. Na zasnovo slike je gotovo vplivalo bogastvo idej za gole gibljive figure na Michelangelovi karikaturi danes izgubljene bitke pri Cascini ter izrazna moč prav tako izgubljene bitke pri Anghiariju Leonarda da Vincija, oboje namenjen v Sala del Maggior Consiglio v Palazzo Vecchio v Firencah.
V Narodnem muzeju kraljeve palače v Pisi je pendant, Rebeka v vodnjaku, ki je skoraj zagotovo kopija Rossa, pripisana Giovanniju Antoniu Lappoliju.

## Opis in slog
Slika predstavlja svetopisemsko epizodo Eksodusa (2 Mz 2,16–22), ko je sedem hčera Jetra, duhovnika iz midjánske dežele, nadlegovalo skupina midijánskih pastirjev, ki so prišle zajemat vodo in polnit korita, da bi napojile očetovo drobnico. Pastirji so želeli izkoristiti prizadevanje mladenk, da bi napojile svoje živali, a jih je grozeče posredovanje mladega Mojzesa, ki je sedel v bližini, pregnalo. Za nagrado je Mojzes dobil eno od deklet za ženo, Cipóro.
Mojzesova življenjska zgodba je bila priljubljena v humanističnih krogih Firenc zaradi »Mojzesovega življenja«, ki ga je napisal judovski avtor Filon Aleksandrijski v 1. stoletju. Rosso je moral poznati besedilo, pri čemer je ohranil moralizatorsko in filozofsko konotacijo.
Delo ima sicer zelo izviren kompozicijski sistem, v katerem ima prerok povsem aktivno in nasilno vlogo pri odganjanju pastirjev. Pravzaprav se Mojzes pojavi besen in napol gol v središču kompozicije, medtem ko besni na telesih svojih tekmecev. Po mnenju Mugnainija (1994) bi slika vključevala dva druga dogodka iz življenja mladega Mojzesa, in sicer umor Egipčana, ki je napadel Juda (2 Mz 11–12), in ko je posredoval, da bi ustavil prepir med dvema Judoma (2 Mz 13–15).
V ospredju je preplet drzno poslikanih golih teles, v katerih izstopa boleča grimasa moškega na desni ali pa jeza moškega, ki drvi na levo s tančico, ki jo veter razpihuje okoli telesa, citat klasične umetnosti. Verjetno je spet sam Mojzes tisti, ki bi pristopil k Sefori (z odkritimi prsmi in obleko z mokrim učinkom, ki se drži kože) in oznanil izgon pastirjev, medtem ko bi druge ženske pobegnile, ne da bi se zmenile za to, kar se je zgodilo. V bližini se vidijo ovce in rob vodnjaka, do katerega pridemo po nekaj stopnicah. Desno zgoraj, pred trakom neba, stoji vrsta hiš. Ležeča figura v ospredju s silovitim okvirjem bo pomemben vir navdiha za firenške manieriste, kot je Bronzino.
Scena je v bistvu tripartitna na treh ravneh, vendar kompleksnost artikulacije veže načrte z neprekinjenimi referencami, kar ruši tradicionalna renesančna ravnovesja. Komplementarne barve so pogosto sopostavljene in geometrijske oblike, uporabljene v slikovnih površinah, so raznolike: to prispeva k izničevanju občutka prostorske globine in plastičnosti volumnov, v izrazito antiklasični smeri.
Na sliki pa so prisotni različni umetniki, ki niso izvirni umetnik sam, morda so bili potrebni za dokončanje nedokončanih območij, ali pa morda naredijo to kopijo izgubljenega izvirnika Rossa.